# Edenstedt
Edenstedt ist eine Wüstung bei Seeburg im Landkreis Mansfeld-Südharz.

## Lage
Der Ort lag an der Straße von Seeburg westlich der ersten Kurve nach Neehausen, wo der Weg nach Wormsleben abzweigt.

## Geschichte
Vermutlich war Edenstedt eine germanische Siedlung aus dem 5. Jahrhundert. 
Zuerst erwähnt wurde der Ort am 26. Dezember 1288, Graf Burchard von Mansfeld übereignete dem Kloster Hedersleben unter anderem eine Hufe in Ezzenstete. 
Im Jahre 1582 gab es im Dorf nur noch einen Sattelhof. Wahrscheinlich wurde der Ort wegen der selbstsüchtigen Ankaufpolitik des Amtsinhabers von Seeburg wüst, er schnitt die Bauern von ihren auf der Mansfelder Platte höher gelegenen Feldern ab. 
Deswegen haben sich die meisten Bauern in Neehausen niedergelassen. 
Außerdem verödete die angrenzende Heerstraße zu Gunsten der Handelsstraße südlich des Salzigen Sees.
Andere urkundliche Erwähnungen von Edenstedt gab es zu Beginn des 11. Jahrhunderts als Atinestad, 1400 als Etzenstede und letztmals 1609 in der heutigen Schreibweise Edenstedt.